# Fascaleyrodes
Fascaleyrodes es un género de hemíptero de la familia Aleyrodidae, con una subfamilia: Aleyrodinae.

## Especies
Las especies de este género son:
- Fascaleyrodes palmae (Gameel, 1968)
- Fascaleyrodes rara Bink-Moenen, 1983